# 五蕊寄生
五蕊寄生（学名：Dendrophthoe pentandra）为桑寄生科五蕊寄生属下的一个种。